# Bonnys
Els bonnys o ibanis són els membres d'un grup humà ijaw que viu al sud de Rivers. La ciutat d'Ubani és la capital del clan. Els bonnys parlen la llengua ibani. La tribu bonny té una estructura centralitzada i jerarquitzada i un llarg llinatge reial establert. El desenvolupament dels bonnys va estar molt lligat al contacte amb els europeus, ja que van participar en el comerç d'esclaus activament. El regne de Bonny fou el centre del comerç d'esclaus de la zona al segle xvi. Els bonnys van estar sovint amb guerra contra altres tribus rivals com els andonis i el regne de Kalabari. A part de la ciutat de Bonny, altres assentaments importants dels bonnys són Finima, Alabama i Oloma.

## Orígens
Els nom iboni prové de kala-beni, que s'ha corromput cap a ibani (o igbani). Els ancestres fundadors dels ibanis o bonnys van provenir del clan dels kolokumes, sobretot del linatge isedani d'aquest grup que van fundar Okoloba. La tradició afirma que es van separar dels kolokumes degut a un conflicte civil. No es coneix l'època exacte, però es data entre els segles xiii i XV. Llavors van migrar des de la zona ndoki però va deixar enrere alguns dels seus membres que es van casar amb igbos meridionals que van donar lloc als ndokis i que van fundar poblacions com Okolomakiri, Ayama, Osobie, Oruama i Azuago. Els ancestres dels actuals ibonis, llavors, es van assentar a l'actual zona ogoni.
El clan ibani es va fundar abans del segle xiii.

## Bonny
Segons la tradició, quan Kala-Beni estava caçant en el lloc que hi ha l'actual ciutat d'Ubani, va veure-hi molts ocells. Ho va explicar al déu Opuamakuba, que ho va considerar un bon auguri i els ibonis s'hi van traslladar. Ells van anomenar la nova ciutat com Okoloama (o Okoloba). Així, es considera que el seu fundador és Kala-Beni i el nom del seu clan va esdevenir Ibeni, que es va corrompre cap al nom ibani. Kala-Beni va construir-hi una capella dedicada a Opuamakuba que es diu Kala-Ikuba.
Bonny va esdevenir una ciutat estat important que es va conèixer com el Gran Bonny i que conformava les ciutats i poblats d'Okoloma (ciutat de Bonny), Finima, Ayama, Kalai biama, Abalamabie, Ayambo, Asaramatoru (antic poblat dels andonis), Epelematubu, Obona, Kuruma, Epelema, Oloma, Ayamina i Orubiri.
Entre el 1867 i el 1870 una guerra civil a Bonny va provocar la fundació del clan dels opobos, que provenen dels bonnys.

## Població i religió
El 92% dels 97.000 ibanis són cristians; la meitat són anglicans, el 30% pertanyen a esglésies cristianes independents i el 20% són protestants. El 8% dels ibanis restants creuen en religions tradicionals africanes.